# Jenny Johnson Jordan
Jennifer A. Johnson-Jordan  (Tarzana, 8 de junho de 1973) é uma vôlei de praia estadunidense.

## Carreira
Filha de Rafer Johnson, este campeão olímpico do decatlo em 1960. Em 2000 competiu pela primeira vez em uma edição dos Jogos Olímpicos de Verão, na cidade de Sydney, Austrália, ao lao de sua parceira Annett Davis ocasião que finalizou na quinta colocação e com esta atleta conquistou a medalha de prata no Campeonato Mundial de Vôlei de Praia de 1999, em Marsella, França.